# Kohlhasenbrück

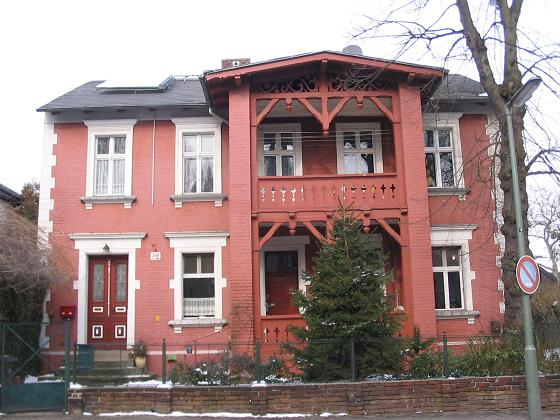
Haus in Kohlhasenbrück – bis Ende der 1960er Jahre das Kolonialwarengeschäft von Wilhelm Burger

Die alte Ortschaft Kohlhasenbrück gehört heute als Ortslage zum Berliner Ortsteil Wannsee des Bezirks Steglitz-Zehlendorf. Sie liegt unmittelbar an der Grenze zu Potsdam südlich der Einmündung des Teltowkanals in den Griebnitzsee. Zu Kohlhasenbrück gehören die östlich davon am Teltowkanal gelegene Siedlung Albrechts Teerofen und das Landgut Eule.

## Geschichte
„Kohlhasenbrück, wird die auf dem Wege von Zehlendorf nach Nowawes, durch das Holz, an der alten Potsdamer Landstraße, ungefähr 1⁄2 Meile hinter Zehlendorf, belegene Brücke genannt, die über die Telte oder Böcke führt, und zwar nach dem unter der Regierung des Kurfürsten Joachim II. sich berüchtigt gemachten Hans Kohlhase, der wegen einiger ihm von Sächsischen Edelleuten geraubter Pferde, den Kurfürsten von Sachsen befehdete, und als ihm sein Landesherr gegen diesen nicht Recht geben wollte, sich auch gegen diesen selbst aufzulehnen anfing, und dessen Factoren eine Anzahl von Silberkuchen, die aus den Mansfeldschen Gebirgen kamen, abnahm, die er bei dieser Brücke ins Wasser versenkte.“

## Lage
In der Zeit der deutschen Teilung war der Straßenzug über die Alsenbrücke am Pohlesee oder die Hubertusbrücke südlich des Stölpchensees zur Böckmannbrücke über den Teltowkanal die einzige befahrbare Verbindung von West-Berlin nach Kohlhasenbrück. Eine Verbindung über die Nathanbrücke führte nur zum Königsweg, einem nicht asphaltierten Waldweg nach Zehlendorf. Von Kohlhasenbrück führte damals auch die einzige Verbindung nach der zu West-Berlin gehörenden Exklave Steinstücken, die zunächst nur über einen am Ende der Machnower Straße beginnenden Waldweg entlang der Wetzlarer Bahn (sogenannte „Kanonenbahn“) ging, der erst nach einem Gebietsaustausch 1972 zu einer festen Straßenverbindung ausgebaut wurde. Östlich dieser Verbindungsstraße schließen sich die ausgedehnten Wälder im Landschaftsschutzgebiet Parforceheide mit ihrem charakteristisch hohen Anteil an märkischen Kiefern an, die auf den lehmigen und sandigen Trockenböden des Teltow gut gedeiht.

## Hans Kohlhase und Michael Kohlhaas

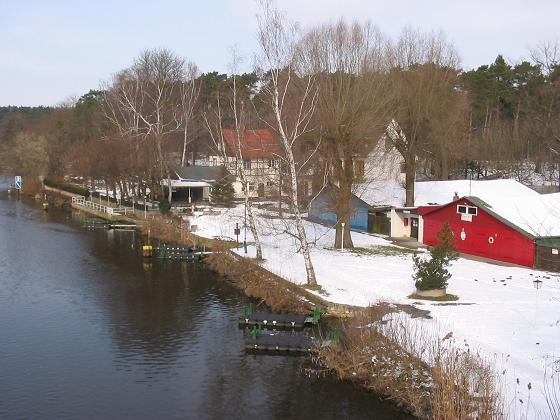
Blick von der Böckmann-Brücke auf die alte Söhnel-Werft am Teltowkanal

Wie der Name andeutet, bestand hier ursprünglich eine Brücke. Diese führte seinerzeit über die Bäke, die zu Beginn des 20. Jahrhunderts zum größten Teil im Teltowkanal aufging, der von 1900 bis 1906 als Verbindung zwischen der Havel und der Spree über die Dahme durch den Teltow gezogen wurde. Laut Gerhard Schlimpert geht die älteste Erwähnung einer Kohlhasen Brücke auf das Jahr 1599 mit der  Eintragung zurück, ein gewisser Hans Kohlhase habe 1539 als Vergeltung für erlittenes Unrecht „eine Anzahl Silberkuchen, welche er eine halbe Meile disseit Potsdam unter einer Brücken, die noch heutiges Tages Kohlhasen Brücke heißt, in das Wasser versenkt“.
Die Silberkuchen (ein linsenartiger Silberbarren zur Weiterverarbeitung in der Kurfürstlichen Münze; später auch Planchen genannt) hatte der ehemalige Köllner Kaufmann Hans Kohlhase in einem Überfall auf einen Transport des Kurfürsten Joachim II. zwar erbeutet, aber nicht einbehalten.
Nachdem sich sein Rachefeldzug zuvor ausschließlich gegen Sachsen richtete und die brandenburgischen Hohenzollern ihn deshalb gewähren ließen, hatte er mit diesem Angriff auf eigenem Boden den Bogen überspannt. Am 22. März 1540 wurde er zusammen mit seinem Gesellen Georg Nagelschmidt vor dem Berliner Georgentor gerädert.
Unter dem Namen Michael Kohlhaas hat der Schriftsteller Heinrich von Kleist dem Rebellen 1808 ein literarisches Denkmal gesetzt. Rund drei Kilometer nordöstlich der Kohlhasen Brücke (die heutige Böckmannbrücke) liegt am Kleinen Wannsee das Grab von Kleist, der 1811 in der Nähe seine krebskranke Begleiterin Henriette Vogel und sich selbst erschossen hatte.

## Die Kohlhas-Eiche

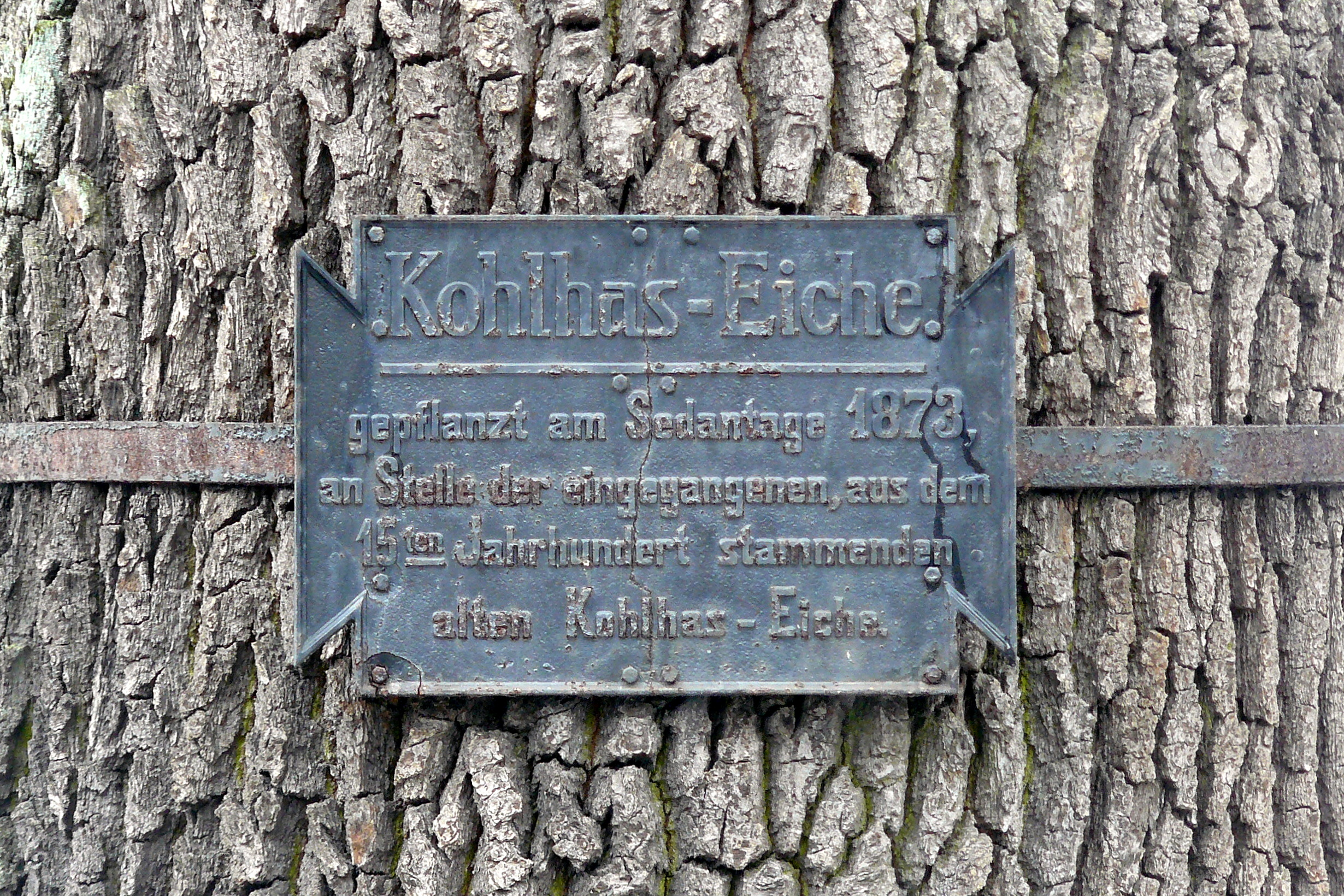
Gedenkplatte an der Kohlhas-Eiche

Kurz hinter der Kreuzung des Königsweg mit der Bäkestraße befand sich eine Eiche, die ein historisch interessierter Gastwirt am 2. September 1873 pflanzte und die bis 2013 eine Metalltafel aus dem Jahr 1913 trug mit der Inschrift:

„Kohlhas-Eiche 
gepflanzt am Sedantage 1873,
an Stelle der eingegangenen, aus dem
15ten Jahrhundert stammenden
alten Kohlhas-Eiche.“

Die neue Kohlhas-Erinnerungseiche wurde zwar im Jahr 2005 gestutzt, war mit einem Umfang von rund anderthalb Metern und einer Höhe von rund 18 Metern gleichwohl immer noch recht stattlich. Allerdings reichte sie nicht an ihre Vorgängerin heran, die rund 1000 Jahre alt gewesen sein soll bei einem Stammumfang von über vier Metern und die 1870 einem Blitzschlag zum Opfer fiel. Die vom Gastwirt Heinrich Beyer neu gepflanzte Eiche sollte an Kohlhas und darüber hinaus an den Sieg in der Schlacht bei Sedan im Deutsch-Französischen Krieg erinnern, deshalb wurde die Tafel am Sedantag im Jahr 1913 angebracht. Am 12. März 2018 wurde die Eiche gefällt, die wegen fortgeschrittenen Pilzbefalls im Stammfuß nicht mehr standsicher war.
Funde von Pfahlresten auf einem benachbarten Grundstück lassen vermuten, dass die alte Kohlhasen-Brücke seinerzeit dicht am Standort der Eiche über die Bäke führte. Die heutige Böckmannbrücke über den Teltowkanal liegt rund 300 m nordwestlich.

## Bedeutung beim Eisenbahnbau
Kohlhasenbrück spielte eine wichtige Rolle beim Ausbau der verkehrstechnischen Infrastruktur des Großraums Berlin. Die Berlin-Potsdamer Eisenbahn („Stammbahn“), die am 29. Oktober 1838 feierlich eröffnet wurde, führte unmittelbar an dem Ort vorbei. Die vier bis fünf Züge, die täglich in 40 Minuten dauernder Fahrt über diese Strecke rollten, hielten in Neubabelsberg – heute Griebnitzsee – (ferner in Machnower Heide, Zehlendorf und Steglitz). Seit Kriegsende 1945 ist diese Strecke außer Betrieb.
Noch heute verlaufen aber Bahntrassen durch den Ort: die 1874 eröffnete S-Bahn von Wannsee nach Potsdam und die „Kanonenbahn“ (Wetzlarer Bahn), auf der auch der Regionalverkehr zwischen Berlin und Potsdam rollt. Der S-Bahn- und Regionalbahnhof Griebnitzsee liegt knapp einen Kilometer westlich von Kohlhasenbrück und gehört schon zu Potsdam-Babelsberg. 1946 existierte für kurze Zeit ein eigenständiger – wenn auch provisorischer – S-Bahnhof Kohlhasenbrück, weil die S-Bahn-Brücke über den Teltowkanal zerstört war.

## Naturschutzgebiet Bäkewiese

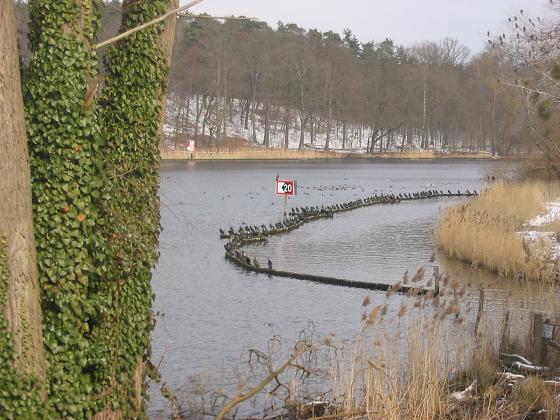
NSG Bäkewiese, Griebnitzsee

Ein kleines und morastiges Gebiet am Ende des ehemaligen und überwiegend sumpfigen Bäketals ist seit 1988 als Naturschutzgebiet (NSG) ausgewiesen; es liegt zwischen der Neuen Kreisstraße und den Ufern des Teltowkanals und Griebnitzsees. Im § 3 schreibt die Verordnung über das Naturschutzgebiet Bäkewiese vom 16. Dezember 1988 als ‚Schutzzweck‘ einleitend fest: „Das bezeichnete Gebiet wird geschützt, um es als eines der letzten ursprünglichen Relikte des Naturraumes Bäkefließ mit Lebensgemeinschaften und Lebensstätten wildwachsender Pflanzen- und wildlebender Tierarten zu erhalten.“ Insbesondere sollen Auen- und Moorböden „in ihrer natürlichen Schichtenfolge und Dynamik bewahrt werden“, das von Bruch- und Auwaldbereichen sowie Nass- und Feuchtwiesen geprägte, kulturgeschichtlich wertvolle Landschaftsbild soll gerettet werden.
Die Schutz- und Pflegemaßnahmen im NSG Bäkewiese haben unter anderem dazu geführt, dass sich bei Vereisung der Havel die Kormorankolonie des NSG Imchen bei Kladow ins NSG Bäkewiese verlagert. Die ehemals rund 200 Pfosten in der Nähe des NSG zum Schutz des Schilfgürtels des Griebnitzsees sind zu einem erheblichen Teil von den großen, schwergebauten Vögeln besetzt. Die beiden Fotos zum NSG Bäkewiese sind vom Uferpark in Potsdam aus gemacht worden. Durch den Zufluss vom Teltowkanal mit Kühlwasseranteil bleibt der Griebnitzsee als letztes Gewässer eisfrei.

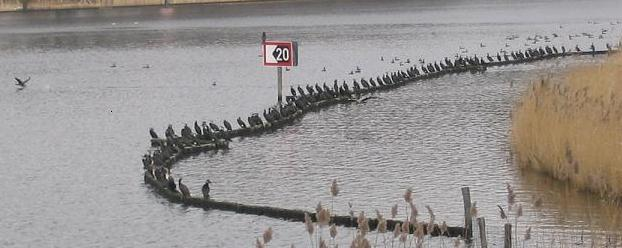
Kormorane an der Bäkewiese

Im Januar 2008 begann der Immobilieninvestor Stofanel mit den Bauarbeiten zur Errichtung von 33 Stadtvillen direkt am Naturschutzgebiet Bäkewiese. Der Einfluss auf die lokale Fauna blieb gering. Auch nach der Bebauung kommt es zu Brutansiedlungen durch Kraniche. Im engen Brutrevier oder im Nahrungsrevier sind neben dem Großen Buntspecht auch der Mittelspecht, Grünspecht und Schwarzspecht anzutreffen. Unter den Säugetieren üben Wildschwein, Waschbär und Fuchs, die die geschützte Zone als Tageseinstand nutzen, starken Prädationsdruck auf Bodenbewohner aus. Unter den Amphibien der Dauertümpel dominieren Grünfrösche und Erdkröten.